# عبد الكريم الخطيب (مذيع)
عبد الكريم محمود الخطيب، (1352- 1445 هـ/ 1933- 2023 م) صحفي ومذيع وأديب ومؤرخ سعودي، عُرف ببرنامجه الإذاعي الشهير «الأرض الطيبة». حصل على جائزة ومنحة الملك سلمان لتاريخ الجزيرة العربية عام 2012م.

## مسيرة حياته

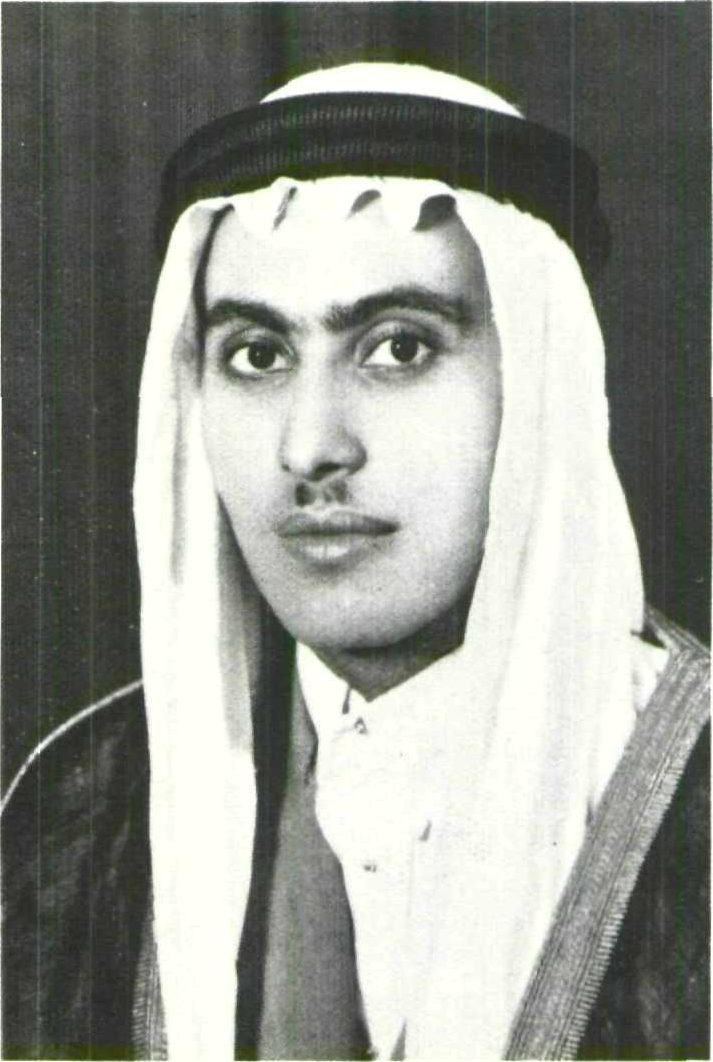
الخطيب في حوالي العام 1960م

وُلد في مدينة ينبع البحر عام 1352هـ الموافق 1933م وتلقَّى علومه الأولية بها. ثم سافر إلى مصر للدراسة الجامعية فيها، فحصل على دبلوم صِحافة من القاهرة، واستمرَّ في تحصيله العلمي حتى نال شهادة الدكتوراه. تولَّى عدَّة مناصبَ حكومية، كان أكثرها في مجال الإذاعة والصحافة، وبعد الحصول على المؤهل العلمي انصرف إلى العمل الأكاديمي في الجامعات.

## العمل الإعلامي
- بدأ العمل في إذاعة جدة متعاونًا عام 1378هـ.
- اختير ضمن فريقِ تأسيس إذاعة الرياض عام 1386هـ.
- قدم البرنامج الإذاعي (الأرض الطيبة) مدَّة ثمانية عشر عامًا، ونال عنه جائزة أفضل برنامج في الشرق الأوسط من منظمة الأغذية والزراعة العالمية عام 1394هـ / 1974م.[4]
- قدم برنامج (مجلس أبو حمدان) مدَّة ثلاثين عامًا.[5]

## مؤلفاته
1. رهين المحبسين أبو العلاء المعري بين الإيمان والإلحاد.
2. شعراء ينبع وبنو ضمرة. 1976م.
3. الدين ضرورة الحياة.
4. أدب من رضوى.
5. تاريخ ينبع الموسَّع.
6. شعراء ينبع وجهينة. 1973م.
7. شاعر من ينبع- حسن عبد الرحيم القفطي. 1993م.
8. شجرة الليمون (مجموعة قصصية).
9. تاريخ ينبع.
10. رجال وأسر من ينبع في عصور مختلفة.
11. سفانة: فدائية من الخليج (رواية اجتماعية).
12. سوق الليل (رواية اجتماعية). 1420هـ.
13. حي المنجارة (رواية اجتماعية). 1406هـ.
14. سوق الليل (رواية اجتماعية).
15. حارة البحارة (رواية اجتماعية). 2000م.
16. تاريخ جهينة. 2002م.
17. ميناء الجار (الريكة). 1424هـ.
18. هذه بلادنا ينبع، الرئاسة العامة لرعاية الشباب بالرياض، 1413هـ/1993م.
19. أمير وتاريخ، أمير ينبع، الرياض، مطبعة سفير، 1432هـ.[6][7]
20. مسيرة نصف قرن في الإعلام. 2016م.[8]

## الجوائز والتكريم
- كُرِّم ضمن الروَّاد المكرَّمين في معرِض الرياض الدَّولي للكتاب عام 2006م.[9]
- حصل على جائزة ومنحة الملك سلمان لتاريخ الجزيرة العربية في دورتها الرابعة عام 2012م.[10]
- كرَّمته اثنينة عبد المقصود خوجة عام 2014م.[11][12]

## الوفاة
توفي يوم الاثنين الأول من ربيع الآخر 1445هـ الموافق 16 أكتوبر (تشرين الأول) 2023م.

## وصلات خارجية
- مقابلة عبد الكريم الخطيب